# Kryptografi
| Typografiexempel. Var nummer representerar en bokstavsordning. |    |    |    |    |    |    |    |    |    |
| A                                                              | B  | C  | D  | E  | F  | G  | H  | I  | J  |
| 1                                                              | 2  | 3  | 4  | 5  | 6  | 7  | 8  | 9  | 10 |
| K                                                              | L  | M  | N  | O  | P  | Q  | R  | S  | T  |
| 11                                                             | 12 | 13 | 14 | 15 | 16 | 17 | 18 | 19 | 20 |
| U                                                              | V  | W  | X  | Y  | Z  | Å  | Ä  | Ö  |    |
| 21                                                             | 22 | 23 | 24 | 25 | 26 | 27 | 28 | 29 |    |

Kryptografi (av klassisk grekiska: κρυπτός + γράφειν, kryptos + grafein, ”gömd skrift”) eller lönnskrift avser kommunikation som utformats med avsikt att undanhålla hemlig information från obehöriga. Kryptografin är det operativa utförandet av det man studerar inom kryptologin (läran om kryptografi).
Krypteringen kan verka på enskilda tecken eller binära bitar i klartexten - sådana system kallas chiffer och använder oftast olika matematiska krypteringsalgoritmer, för att göra ett meddelande skrivet i klartext obegripligt för utomstående. 
Två huvudtyper av chiffer finns. Dels s.k. utbyteschiffer, där klartextens bokstäver (eller binära bitar, om man arbetar med sådana), byts ut mot andra (arbetar man på binär nivå handlar det istället om att växla eller behålla bitar på olika ställen i en bitström, efter något system), dels s.k. omkastningschiffer, där bokstäverna (eller bitarna) i klartexten kastas om.
Man kan också använda kod (i sig ett slags utbyteschiffer), som istället byter ut hela ord, fraser, stavelser etc. mot däremot svarande kodgrupper, med hjälp av en kodbok. En kod kan vara ordnad - klartextens termer är uppställda i alfabetisk ordning jämte kodgrupperna, som också tilldelats klartexttermerna i alfabetisk (eller numerisk, om kodgrupperna består av siffror) ordning - eller oordnad, i vilket fall kodgrupperna är tilldelade klartexttermerna slumpvis. I det förra fallet behöver man bara en kodbok för att inkoda eller avkoda ett meddelande, medan man i det senare fallet behöver två: en där klartexten är ordnad alfabetiskt (med motsvarande kodgrupper i oordning) och en där istället kodgrupperna är ordnade alfabetiskt (med däremot svarande klartext i oordning), inte helt olikt en ordbok över ett främmande språk.
Koder är inte speciellt vanliga nuförtiden, utan man använder sig främst av olika datorgenererade chiffer. Sådan kryptering delas normalt upp i två kategorier:
- Symmetrisk kryptering, där samma kryptonyckel används vid kryptering och dekryptering.
- Asymmetrisk kryptering, där en nyckel används för att kryptera och en annan nyckel används för att dekryptera.

Att "knäcka" kryptot, det vill säga att kunna få fram klartexten utan tillgång till nyckeln, och att rekonstruera nyckeln kallas att forcera kryptot.
Steganografi är hemliga meddelanden skrivna och sända så att endast den avsedda mottagaren känner till att meddelandet överhuvudtaget existerar.

## Historia
Före modern tid handlade kryptologi endast om sekretess av meddelanden (d.v.s. kryptering) – konvertering från ett begripligt meddelande till ett obegripligt och tvärt om, vilket gör meddelandet oläsligt för personer utan kunskap om det hemliga språket (det vill säga nyckeln som behövs för dekryptering av meddelandet).
Kryptering har använts av bland annat spioner, militären och diplomater för att försöka säkerställa sekretess inom kommunikation. Under de senaste decennierna har området expanderat utvidgats till att innehålla bland annat tekniker för meddelandeintegritet, autentisering av sändare/mottagare, digitala signaturer och säkra betalningar.